# Daniel Kaspřík
Daniel Kaspřík (* 9. listopadu 1974) je bývalý český fotbalista, útočník.

## Fotbalová kariéra
Začínal v Polance nad Odrou, v mládeži pokračoval v FC Baník Ostrava. V české lize hrál za SK Sigma Olomouc, nastoupil ve 2 ligových utkáních. Ve slovenské lize hrál FC Senec. V nižších soutěžích hrál i za FC NH Ostrava a FC Vítkovice a v Rakousku za SV Furth bei Gettweig a ASV Statzendorf.

## Ligová bilance
| Ročník                          | Zápasy | Góly | Klub             |
| ------------------------------- | ------ | ---- | ---------------- |
| 2. česká fotbalová liga 1998/99 | 25     | 3    | FC NH Ostrava    |
| 2. česká fotbalová liga 1999/00 | 13     | 3    | FC NH Ostrava    |
| Gambrinus liga 2000/01          | 2      | 0    | SK Sigma Olomouc |
| 2. česká fotbalová liga 2000/01 | 12     | 1    | FC Vítkovice     |
| 2. česká fotbalová liga 2001/02 | 26     | 7    | FC Vítkovice     |
| 2. česká fotbalová liga 2002/03 | 19     | 5    | FC Vítkovice     |
| 2. česká fotbalová liga 2003/04 | 13     | 1    | FC Vítkovice     |
| 2. česká fotbalová liga 2004/05 | 25     | 3    | FC Vítkovice     |
| CELKEM 1. liga                  | 2      | 0    |                  |